# Síntesis de acridina de Bernthsen
LaSíntesis de acridina de Bernthsen es un método de síntesis orgánica que consiste en calentar una diarilamina con un ácido carboxílico (o un anhídrido de ácido) en presencia de cloruro de zinc como catalizador para formar una acridina sustituida en la posición 9. La reacción se debe realizar a 200-270 °C durante 24 horas. El uso de ácidos polifosfóricos requiere una temperatura más baja, pero el rendimiento disminuye.